# Национальная прогрессивная партия (Кирибати)
Национальная прогрессивная партия Кирибати (НПП) (англ. National Progressive Party) — политическая партия Республики Кирибати.

## История
Основателями НПП были первый президент Кирибати Иеремиа Табаи и его заместитель, впоследствии второй президент Театао Теаннаки. Была первой политической партией, правившей Кирибати, находясь при власти до 1994 года.
После проигранных президентских выборов в 1994 году, Теаннаки в течение ряда лет остался на посту председателя Национальной прогрессивной партии Кирибати.
В 2003 года НПП в союзе Maneaban Te Mauri с консервативной Христианско-демократической партией победила на парламентских выборах страны. Затем действовала самостоятельно. В 2016 году её представители влились в новую партию Tobwaan Kiribati.
Нынешним лидером Национальной прогрессивной партии Кирибати является доктор Гарри Тонг, двукратный кандидат на пост президента страны.